# 도러시 모스코위츠
도러시 모스코위츠(영어: Dorothy Moskowitz, 1940년~)는 미국의 싱어송라이터로 익스페리멘털 록 밴드 유나이티드 스테이츠 오브 아메리카의 리드 보컬리스트였던 것으로 유명하다. 모스코위츠와 밴드는 상업적으로는 그다지 성공하지 못했지만 일렉트로닉 록의 초기 예시 중 일부로 거론된다. 밴드의 해체 이후 모스코위츠는 음악계에서의 경력을 계속 이어나갔고, 컨트리 조의 올스타 밴드 멤버였다.

## 생애

### 어린 시절
모스코위츠는 유대인 교구 학교에 다니며 유창한 히브리어로 노래를 불렀다. 어린 시절부터 대학 시절까지 모스코위츠는 피아노를 연주했고 다양한 학교 교육과 일을 통해 보컬을 배웠다. 고등학교 시절에는 어린이 무용 스튜디오에서 반주자로 일했다. 바너드 칼리지에 재학하는 동안 모스코위츠는 대학의 공식 교가를 포함해 첫 작곡을 하기 시작했다. 모스코위츠는 이 경험에 대해 "만약 내가 오벌린 같은 곳에 갔다면, 그곳에 진지한 음악가들이 있었더라면, 나는 결코 내가 한 일을 할 수 있는 대담함을 지니지 못했을 것이다. 결과적으로 바너드 칼리지는 내게 대담함을 가르쳐주었다. 음악적 명성이 떨어지는 것도 걸림돌이 아니었다."라고 언급했다. 모스코위츠는 행정학 학위를 취득했고, 잠시 컬럼비아 대학교에서 일하며 오토 뤼닝에게 비공식적인 교육을 받았다.
1963년 봄, 모스코위츠는 뉴욕에서 조셉 버드를 만났고, 둘은 연애를 시작했다. 두 사람이 작업한 첫 음반은 1963년에 발매된 《The Life Treasure of Christmas Music》이라는 제목의 크리스마스 음반이었다. 둘은 함께 미국 역사를 서술하는 음반 시리즈를 만들어 모스코위츠가 제작, 연구 및 라이너 노트에 참여했다. 1963년 말, 두 사람은 캘리포니아 대학교 로스앤젤레스에 등록하기 위해 캘리포니아주로 이사했다. 이곳에서 모스코위츠는 다양한 문화의 보컬 스타일에 대해 배웠고 "페미니즘과 나"라는 수업을 받았다. 또한 1965년 가야스리 라자푸르와 하리하르 라오의 인도 음악 음반에 참여했다. 1966년, 모스코위츠와 버드는 헤어졌고, 모스코위츠는 뉴욕으로 돌아와 1년 동안 지냈다. 이후 버드는 모스코위츠에게 자신이 결성한 새 밴드 유나이티드 스테이츠 오브 아메리카에서 함께할 것을 제안했고, 모스코위츠는 이를 수락했다. 밴드는 데뷔 음반을 본래 더욱 멜로디가 강조되게 했지만, 레이블과의 갈등으로 녹음 세션을 누가 제어하는지에 대한 문제가 생겼다.

### 유나이티드 스테이츠 오브 아메리카
1967년 여름, 모스코위츠는 밴드 활동에서 보컬리스트이자 작곡가가 도기 위해 도착했다. 모스코위츠는 버드와 함께 밴드의 곡 대부분을 작곡했다. 밴드의 다른 멤버로는 고든 마론(전기 바이올린, 링 모듈레이터), 랜드 포브스(전기 베이스), 크레이그 우드슨(드럼 타악기), 에드 보가스(오르간, 피아노)가 있었다. 밴드의 노래 중 일부는 좌익적 정치에 관한 가사를 암시하고 있었다. 밴드는 초기 신시사이저와 기타 사운드의 변경을 사용해 전자 아방가르드 록의 한 형태를 만들었다. 단 한 번의 라이브 공연 후 밴드는 1968년 밴드의 유일한 음반이 될 음반을 위해 컬럼비아 레코드와 계약을 맺었다. 녹음이 시작될 무렵에 버드와 모스코위츠의 영향은 밴드의 전반적인 실험 사운드의 중심이었다.
1968년 발매된 음반 《The United States of America》는 빌보드 200에서 181위를 기록하는 등 낮은 성공을 보였지만, 이후 샘플러 음반인 《The Rock Machine Turns You On》에 수록곡 〈I Won't Leave My Wooden Wife For You, Sugar〉가 포함되며 영국에서는 비교적으로 잘 알려지게 되었다. 밴드는 판매량을 늘리기 위해 할 수 있었던 투어를 결정하였으나, 다양한 성격과 정치적 견해로 어려움을 겪었고, 이는 내부에 혼선을 빚었다. 밴드를 해체로 이끈 최종적인 요인은 캘리포니아주 오렌지군에서 열린 공연에서 일어났는데, 세 명의 멤버가 마리화나 소지로 체포되면서 모스코위츠와 버드만 공연하게 된 것이었다. 모스코위츠는 "내 목소리가 왜곡된 전자음에 대해 후회하지 않는다. 그것은 미학의 일부였고 나는 링 모듈레이터를 통해 노래하길 고집한 사람이었다."라고 답했다.

### 이후
1972년, 모스코위츠는 컨트리 조의 올스타 밴드의 특별 멤버가 되었는데, 모스코위츠는 "나는 종종 가족을 부양하고 어린이 음악을 하기 전의 음악 생활의 예로 컨트리 조 시절을 언급한다"라고 회고했다. 올스타 밴드는 페트에서 투어를 하고 라이브로 녹음되었으며, 노래 〈Sweet Marie〉는 1990년 컴필레이션 음반 《The Best of Country Joe: The Vanguard Years》에 수록도었다. 모스코위츠와 밴드는 맥도날드의 1973년 음반 《Paris Sessions》에도 참여했다. 그해 말에 밴드는 해체되었고, 모스코위츠는 스티밍 프리먼과 같은 다른 멤버들과 함께 공연을 계속했다.
1970년대 중반 샌프란시스코를 기반으로 성우로 활동하던 모스코위츠는 세서미 스트리트를 위해 제작된 단편 만화 "Cracks"의 목소리를 맡았다. 이 단편 작품은은 2000년대 후반에 검색이 시작되어 2013년에 발견되어 온라인에서 널리 퍼지기 전까지 유실 매체로 간주됐다. 1978년 모스코위츠는 재즈 피아니스트 딕 프레굴리아와 함께 음반 《Yesterdays》를 녹음했다. 1980년대와 1990년대에는 어린이를 위한 음악을 작곡했다. 2003년, 모스코위츠는 캘리포니아 피드몬트의 초등학교 음악 교사가 되어 학생들에게 금관 악기와 보컬 테크닉을 가르쳤다.
2021년, 모스코위츠는 토드 타마넨드 클라크의 음반 《Whirlwind of the Whispering Worlds》의 두 곡에 보컬로 참여했으며, 같은 해 소설가이자 비평가인 팀 루카스와 함께 음반 《The Secret Life of Love Songs》를 녹음했다. 2023년에는 이탈리아 일렉트로닉 작곡가 프란체스코 파올로 팔라디노와 함께 녹음한 음반 《Under an Endless Sky》를 도러시 모스코위츠 & 유나이티드 스테이츠 오브 알케미라는 이름으로로 발매했다. 다른 멤버는 작사가이자 작가인 루카 페라리이다. 모스코위츠는 또한 스웨덴 음악가 페테르 올로프 프란손과 공동 작업했으며 이후 솔로 음반에도 함께하였다.

## 디스코그래피
- 《The United States of America》 (1968)
- 《The Secret Life of Love Songs》 (2021)
- 《Under an Endless Sky》 (2023)
- 《Rising to Eternity》 (2023)
- 《The Afterlife》 (2024)